# Bandia
Bandia là một thị trấn thống kê (census town) của quận Udham Singh Nagar thuộc bang Uttaranchal, Ấn Độ.

## Nhân khẩu
Theo điều tra dân số năm 2001 của Ấn Độ, Bandia có dân số 8897 người. Phái nam chiếm 56% tổng số dân và phái nữ chiếm 44%. Bandia có tỷ lệ 55% biết đọc biết viết, thấp hơn tỷ lệ trung bình toàn quốc là 59,5%: tỷ lệ cho phái nam là 63%, và tỷ lệ cho phái nữ là 45%. Tại Bandia, 13% dân số nhỏ hơn 6 tuổi.